# 约翰·李尔普罗斯
约翰·李尔普罗斯（希臘語：Ιωάννης Ηλιόπουλος，1940年—），出生于卡拉马塔，希腊物理学家。他的重要工作是1970年与谢尔登·格拉肖和卢西恩·梅安尼一起用GIM机制预言了粲夸克。